# Pepi III
Pepi III fou un faraó de l'antic Egipte que va pertànyer a alguna de les dinasties entre la dinastia XIII i la XVII, sense que s'hagi pogut establir quan va governar. Anteriorment se'l situava a la dinastia XVI però modernament es tendeix a considerar que fou un dels efímers faraons de la dinastia XIII o de la dinastia XIV.
Només hi ha constància d'aquest faraó per algun escarabat. El seu nom Sa Ra fou Pepi, i el seu nesut bity o nom de tron fou Seneferankhare que vol dir "El que fa la vida bonica". El seu nom de regne coincideix amb la part coneguda del nom d'un rei de la dinastia XIV.